# Tachinaephagus australiensis
Tachinaephagus australiensis är en stekelart som först beskrevs av Girault 1914.  Tachinaephagus australiensis ingår i släktet Tachinaephagus och familjen sköldlussteklar. Inga underarter finns listade i Catalogue of Life.